# Бибб, Лесли
Лесли Луиз Бибб (англ. Leslie Louise Bibb; род. 17 ноября 1974) — американская актриса, модель и продюсер.
Бибб получила известность благодаря главной роли в телесериале «Лучшие» (1999—2001). После его завершения она добилась более широкой известности благодаря ролям в фильмах «Черепа», «Агент по кличке Спот», «Железный человек» и его продолжении, «Полуночный экспресс», «Законопослушный гражданин» и «Мой парень из зоопарка», а также по телесериалам «Скорая помощь» (2002—2003), «Расследование Джордан» (2005—2007) и «Благочестивые стервы» (2012).

## Ранняя жизнь
Лесли Луиз Бибб родилась 17 ноября 1974 года в городе Бисмарк, Северная Дакота, США, став третьей дочерью в семье. Её отец умер, когда ей было 3 года. С тех пор воспитанием дочерей их мать занималась в одиночку. Позже всей семьёй они переехали в Ричмонд (Виргиния), где Лесли с отличием окончила католическую школу для девочек Saint Gertrude High School.
В 1990 году, на «Шоу Опры Уинфри», 16-летняя Бибб была выбрана победительницей конкурса красоты, проводимого Elite Model Management. После окончания школы она подписала контракт с агентством и начала карьеру модели. В 1991 году она поступила в Университет Виргинии, где проучилась один семестр, а после чего отправилась в Нью-Йорк, чтобы продолжить карьеру модели.

## Карьера

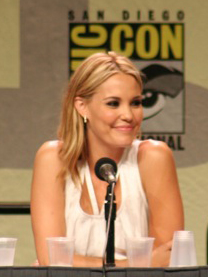
Бибб на Comic-Con в 2007 году.

Лесли Бибб начала карьеру актрисы с эпизодических ролей в телесериалах, таких как «Большой ремонт» и «Журнал мод». На большом экране она дебютировала в 1997 году в комедии «Части тела» и после продолжала играть в основном небольшие роли. Затем она получила свою первую крупную роль, в комедийном сериале «Большая легкость», который продлился лишь один сезон и был закрыт из-за низких рейтингов.
В 1999 году Бибб получила главную роль в телесериале Райана Мерфи — «Лучшие». Проект имел успех у молодой аудитории и вскоре Бибб начали приглашать на главные роли в кино. Она снялась в триллере «Черепа» с Полом Уокером и Джошуа Джексоном в 2000 году, комедии «Агент по кличке Спот» в 2001 году.
После завершения «Лучших» Бибб была приглашена в сериал «Скорая помощь». В 2003—2004 годах она исполняла главную роль в собственном криминальном сериале «Линия огня», а после его закрытия присоединилась к актёрскому ансамблю другого детективного шоу — «Расследование Джордан». Она также была приглашенной звездой в таких сериалах как «Красавцы» и «C.S.I.: Место преступления Майами». Она также снялась в нескольких пилотах сериалов, которые не получили заказ на полноценное производство.
С середины 2000-х годов Бибб начала активно сниматься в кино. Она появилась в таких фильмах как «Самоубийцы: История любви», «Рики Бобби: Король дороги», «Моя жена задерживается», «Секс и 101 смерть», «Железный человек», «Полуночный экспресс», «Кошелёк или жизнь», «Шопоголик», «Законопослушный гражданин», «Железный человек 2», «Мой парень из зоопарка», «Старая добрая оргия» и «Movie 43». Она выиграла премию кинокритиков Бостона за исполнение главной роли в фильме «Мисс Никто» в 2010 году.
В 2012 году Бибб исполнила главную роль в сериале канала ABC «Благочестивые стервы». В центре сюжета Аманда Вон, которую исполняет Бибб, бывшая «Королева средней школы», в настоящее время вдова средних лет с двумя детьми, которая возвращается в Даллас, где выросла, и поселяется в доме у своей матери, что не устраивает её бывших одноклассниц. В главных ролях также задействованы Кристин Ченовет, Дженнифер Аспен, Мириам Шор, Марисоль Николс а также Энни Поттс в роли Гиги Стоппер, матери Аманды. Шоу было закрыто после одного сезона. С тех пор Бибб продолжила карьеру как актриса второго плана, появляясь в фильмах и телешоу. В 2015 году она сыграла стареющую модель в комедийном пилоте Amazon «Сэйлем Роджерс».

## Личная жизнь
Бибб была замужем за банкиром Робом Борном в 2003—2004 годах. С 2007 года состоит в отношениях с актёром Сэмом Рокуэллом.

## Фильмография

### Кино
| Год  | Название на русском           | Название на английском                      | Роль                   | Примечания                      |
| ---- | ----------------------------- | ------------------------------------------- | ---------------------- | ------------------------------- |
| 1997 | Части тела                    | Private Parts                               | гид                    |                                 |
| 1997 | Прикоснись ко мне             | Touch Me                                    | Фон                    |                                 |
| 1999 | Этот космос между нами        | This Space Between Us                       | Саммер                 |                                 |
| 2000 | Молодые и неизвестные         | The Young Unknowns                          | Кассандра              |                                 |
| 2000 | Черепа                        | The Skulls                                  | Хлои Уитфилд           |                                 |
| 2001 | Агент по кличке Спот          | See Spot Run                                | Стефани                |                                 |
| 2006 | Самоубийцы: История любви     | Wristcutters: A Love Story                  | Дезире                 |                                 |
| 2006 | Рики Бобби: Король дороги     | Talladega Nights: The Ballad of Ricky Bobby | Карли Бобби            |                                 |
| 2007 | Моя жена — умственно отсталая | My Wife Is Retarded                         | Джули                  | короткометражный фильм          |
| 2007 | Секс и 101 смерть             | Sex and Death 101                           | доктор Миранда Сторм   |                                 |
| 2007 | Кошелёк или жизнь             | Trick ’r Treat                              | Эмма                   |                                 |
| 2008 | Железный человек              | Iron Man                                    | Кристин Эверхарт       |                                 |
| 2008 | Полуночный экспресс           | The Midnight Meat Train                     | Майя                   |                                 |
| 2009 | Шопоголик                     | Confessions of a Shopaholic                 | Алиша Биллингтон       |                                 |
| 2009 | Законопослушный гражданин     | Law Abiding Citizen                         | Сара Лоуэлл            |                                 |
| 2010 | Железный человек 2            | Iron Man 2                                  | Кристин Эверхарт       |                                 |
| 2010 | —                             | F--K                                        | Лесли                  | короткометражный фильм          |
| 2010 | Мисс Никто                    | Miss Nobody                                 | Сара Джейн Маккинли    |                                 |
| 2011 | Старая добрая оргия           | A Good Old Fashioned Orgy                   | Келли                  |                                 |
| 2011 | Мой парень из зоопарка        | Zookeeper                                   | Стефани                |                                 |
| 2012 | Абсолютное зло                | Meeting Evil                                | Джоани Фелтон          |                                 |
| 2013 | Муви 43                       | Movie 43                                    | фальшивая Чудо-женщина | новелла: Robin’s Big Speed Date |
| 2013 | Адское дитя                   | Hell Baby                                   | Ванесса                |                                 |
| 2014 | —                             | Take Care                                   | Фрэнни                 |                                 |
| 2014 | 7500                          | 7500                                        | Лора Бакстер           |                                 |
| 2014 | Никаких добрых дел            | No Good Deed                                | Мег                    |                                 |
| 2015 | Дон Верден                    | Don Verdean                                 | Джойлинда Лазарус      |                                 |
| 2017 | До костей                     | To the Bone                                 | Меган                  |                                 |
| 2017 | Тьма ночи                     | The Dark of Night                           | Мэделин                | короткометражный фильм          |
| 2017 | Пробуждение Зодиака           | Awakening the Zodiac                        | Зои Бренсон            |                                 |
| 2017 | Няня                          | The Babysitter                              | мама Коула             |                                 |
| 2018 | —                             | Salam                                       | Одри                   | короткометражный фильм          |
| 2018 | Ты водишь!                    | Tag                                         | Сьюзан Роллинс         |                                 |
| 2019 | Кокаиновый барон              | Running with the Devil                      | старший агент          |                                 |
| 2020 | Няня. Королева проклятых      | The Babysitter: Killer Queen                | мама Коула             |                                 |

### Телевидение
| Год       | Название на русском               | Название на английском        | Роль                                   | Примечания                                |
| --------- | --------------------------------- | ----------------------------- | -------------------------------------- | ----------------------------------------- |
| 1996      | Полицейские на велосипедах        | Pacific Blue                  | Никки                                  | эпизод: Wheels of Fire                    |
| 1996      | Большой ремонт                    | Home Improvement              | Лиза Бертон                            | эпизод: No Place Like Home                |
| 1997      | Журнал мод                        | Just Shoot Me!                | Никки                                  | эпизод: Secretary’s Day                   |
| 1997      | Насосавшиеся                      | Fired Up                      | Лана                                   | эпизод: The Rules                         |
| 1997      | Новый Орлеан                      | The Big Easy                  | Джанин Реббенак                        | 13 эпизодов                               |
| 1998      | Правильные вещи                   | Something So Right            | Тина                                   | эпизод: Something About a Double Standard |
| 1998      | Завтра наступит сегодня           | Early Edition                 | Эмили Харриган                         | эпизод: Lt. Hobson, U.S.N.                |
| 1998      | Астория                           | Astoria                       | н/д                                    | телефильм                                 |
| 1999      | Сыновья грома                     | Sons of Thunder               | Нэнси Джонс                            | эпизод: Daddy’s Girl                      |
| 1999—2001 | Лучшие                            | Popular                       | Брук Маккуин                           | телесериал; основная роль                 |
| 2002—2003 | Скорая помощь                     | ER                            | Эрин Харкинс                           | 8 эпизодов                                |
| 2003—2005 | Линия огня                        | Line of Fire                  | Пейдж Ван Дорен                        | телесериал; основная роль                 |
| 2004      | Столичный город                   | Capital City                  | Пейдж Армстронг                        | телефильм                                 |
| 2004      | Части тела                        | Nip/Tuck                      | Наоми Гейнс                            | эпизод: Naomi Gaines                      |
| 2005      | —                                 | Hitched                       | Эмили                                  | телефильм                                 |
| 2005—2007 | Расследование Джордан             | Crossing Jordan               | детектив Талула Симмонс                | телесериал; 14 эпизодов                   |
| 2007      | C.S.I.: Место преступления Майами | CSI: Miami                    | Бет Селби / Кейла Селби / Эшли Уитфорт | эпизод: Triple Threat                     |
| 2007      | Красавцы                          | Entourage                     | Лори                                   | эпизод: Gotcha!                           |
| 2007      | Атланта                           | Atlanta                       | Джессика                               | телефильм                                 |
| 2009      | Короли                            | Kings                         | Катрина Гент                           | телесериал; 4 эпизода                     |
| 2009—2015 | Лига                              | The League                    | Миган                                  | телесериал; 7 эпизодов                    |
| 2011      | Гори в аду шоу                    | Funny or Die Presents…        | первая девушка                         | эпизод: Episode #2.1                      |
| 2012      | Благочестивые стервы              | Good Christian Belles         | Аманда Вон                             | телесериал; основная роль                 |
| 2013      | Жгучая любовь                     | Burning Love                  | Беверли                                | телесериал; 6 эпизодов                    |
| 2014      | Последователи                     | The Following                 | Джена Мерфи                            | телесериал; 2 эпизода                     |
| 2014      | —                                 | Love Is Relative              | Роуз                                   | телефильм                                 |
| 2014—2015 | Мой мальчик                       | About a Boy                   | Дакота                                 | телесериал; 6 эпизодов                    |
| 2015      | Сейлем Роджерс                    | Salem Rogers                  | Сейлем Роджерс                         | телефильм                                 |
| 2015      | Странная парочка                  | The Odd Couple                | Кейси                                  | телесериал; 2 эпизода                     |
| 2015—2016 | WHIH: Новостной фронт             | WHIH News Front               | Кристин Эверхарт                       | телесериал; основная роль                 |
| 2016      | —                                 | The Hindenburg Explodes!      | Джоанна Стройбел                       | телефильм                                 |
| 2016—2017 | —                                 | Rhett and Link’s Buddy System | Эйми Бреллс                            | телесериал; 9 эпизодов                    |
| 2016—2019 | Американская домохозяйка          | American Housewife            | Вив                                    | телесериал; 10 эпизодов                   |
| 2017—2018 | Никто                             | Nobodies                      | Сэм                                    | телесериал; 12 эпизодов                   |
| 2018      | —                                 | Man of the House              | Черил                                  | телефильм                                 |
| 2021      | Наследие Юпитера                  | Jupiter's Legacy              | Грейс Сэмпсон                          | телесериал                                |
| 2021      | Что если…?                        | What If...?                   | Кристин Эверхарт                       | мультсериал                               |
| 2024      | Палм-Рояль                        | Palm Royale                   | Дина                                   | мини-сериал                               |
| 2025      | Белый лотос                       | The White Lotus               | —                                      | Сезон 3                                   |